# Ronde van Frankrijk 2011/Vijfde etappe
De vijfde etappe van de Ronde van Frankrijk 2011 werd verreden op woensdag 6 juli over een afstand van 164,5 kilometer tussen Carhaix en Cap Fréhel.

## Ritverslag
De rit van Carhaix-Plouguer naar Cap Fréhel was een zeer zenuwachtige en gevaarlijke etappe, ontsierd door valpartijen. Slachtoffers waren o.a. (favoriet) Alberto Contador, Tom Boonen, Robert Gesink, Janez Brajkovič (die moest opgeven), Gert Steegmans en Levi Leipheimer. Nicki Sørensen werd dan weer van zijn fiets gerukt door een aanrijding met een motor. De sprint verliep ook vreemd: de verwachte namen deden niet echt mee en ook op de topsprinters bleef het wachten. Even leek Philippe Gilbert totaal onverwacht de etappe te winnen, maar op de meet schoot topsprinter Mark Cavendish hem nog voorbij. Ook achteraf deed deze etappe nog heel wat stof opwaaien.

## Verloop
| Tussensprint Goudelin na 70 km |                     |        |
| Plaats                         | Naam                | Punten |
| Winnaar                        | Sébastien Turgot    | 20     |
| 2                              | Tristan Valentin    | 17     |
| 3                              | José Iván Gutiérrez | 15     |

| Beklimming Côte de Gurunhuel na 45,5 km | Beklimming Côte de Gurunhuel na 45,5 km | Beklimming Côte de Gurunhuel na 45,5 km | 4e cat. 2,3 km à 5,1 % | 4e cat. 2,3 km à 5,1 % |
| Plaats                                  | Naam                                    | Naam                                    | Punten                 |                        |
| Winnaar                                 | Anthony Delaplace                       | Anthony Delaplace                       | 1                      |                        |

## Uitslagen
| Rituitslag |                    |                       |          |
| Plaats     | Naam               | Ploeg                 | Tijd     |
| Winnaar    | Mark Cavendish     | Team HTC-High Road    | 3u38'32" |
| 2          | Philippe Gilbert   | Omega Pharma-Lotto    | z.t.     |
| 3          | José Joaquín Rojas | Team Movistar         | z.t.     |
| 4          | Tony Gallopin      | Cofidis               | z.t.     |
| 5          | Geraint Thomas     | Sky ProCycling        | z.t.     |
| 6          | André Greipel      | Omega Pharma-Lotto    | z.t.     |
| 7          | Sébastien Hinault  | AG2R-La Mondiale      | z.t.     |
| 8          | William Bonnet     | La Française des Jeux | z.t.     |
| 9          | Daniel Oss         | Liquigas-Cannondale   | z.t.     |
| 10         | Thor Hushovd       | Team Garmin-Cervélo   | z.t.     |
|            |                    |                       |          |
| 17         | Rob Ruijgh         | Vacansoleil-DCM       | z.t.     |

| Strijdlustigste renner |                     |               |
|                        | Naam                | Ploeg         |
|                        | José Iván Gutiérrez | Team Movistar |

## Klassementen
| Algemeen Klassement |                      |                     |           |
| Plaats              | Naam                 | Ploeg               | Tijd      |
| Gele trui           | Thor Hushovd         | Team Garmin-Cervélo | 17u36'57" |
| 2                   | Cadel Evans          | Omega Pharma-Lotto  | op 00'01" |
| 3                   | Fränk Schleck        | Team Leopard-Trek   | op 00'04" |
| 4                   | David Millar         | Team Garmin-Cervélo | op 00'08" |
| 5                   | Andreas Klöden       | Team RadioShack     | op 00'10" |
| 6                   | Bradley Wiggins      | Sky ProCycling      | z.t.      |
| 7                   | Geraint Thomas       | Sky ProCycling      | op 00'12" |
| 8                   | Edvald Boasson Hagen | Sky ProCycling      | z.t.      |
| 9                   | Jakob Fuglsang       | Team Leopard-Trek   | z.t.      |
| 10                  | Andy Schleck         | Team Leopard-Trek   | z.t.      |
|                     |                      |                     |           |
| 15                  | Robert Gesink        | Rabobank            | op 00'20" |
| 17                  | Philippe Gilbert     | Omega Pharma-Lotto  | op 00'33" |

| Ploegenklassement |                     |           |
| Plaats            | Ploeg               | Tijd      |
|                   | Team Garmin-Cervélo | 52u01'32" |
| 2                 | Sky ProCycling      | + 00'02"  |
| 3                 | Team Leopard-Trek   | + 00'04"  |
| 4                 | Team RadioShack     | + 00'10"  |
| 5                 | Team HTC-High Road  | + 00'13"  |
| 6                 | Pro Team Astana     | + 00'49"  |
| 7                 | Team Movistar       | + 01'15"  |
| 8                 | Team Europcar       | z.t.      |
| 9                 | Quick Step          | + 01'21"  |
| 10                | Rabobank            | + 01'34"  |

## Nevenklassementen
| Puntenklassement |                    |                    |        |
| Plaats           | Naam               | Ploeg              | punten |
| Groene trui      | Philippe Gilbert   | Omega Pharma-Lotto | 120    |
| 2                | José Joaquín Rojas | Team Movistar      | 112    |
| 3                | Cadel Evans        | BMC Racing Team    | 90     |
|                  |                    |                    |        |
| 26               | Johnny Hoogerland  | Vacansoleil-DCM    | 20     |

| Bergklassement |                   |                    |        |
| Plaats         | Naam              | Ploeg              | Punten |
| Bolletjestrui  | Cadel Evans       | BMC Racing Team    | 2      |
| 2              | Philippe Gilbert  | Omega Pharma-Lotto | 1      |
| 3              | Mickaël Delage    | FDJ                | 1      |
|                |                   |                    |        |
| 4              | Johnny Hoogerland | Vacansoleil-DCM    | 1      |

| Jongerenklassement |                      |                 |           |
| Plaats             | Naam                 | Ploeg           | Tijd      |
| Witte trui         | Geraint Thomas       | Sky ProCycling  | 17u37'09" |
| 2                  | Edvald Boasson Hagen | Sky ProCycling  | z.t.      |
| 3                  | Robert Gesink        | Rabobank        | op 00'08" |
|                    |                      |                 |           |
| 34                 | Thomas De Gendt      | Vacansoleil-DCM | op 11'38" |

## Opgaven
- Janez Brajkovič (Team RadioShack) viel uit na te zijn gevallen in deze etappe.
- Christophe Kern (Team Europcar) gaf op wegens knieproblemen.

1e etappe ·
2e etappe ·
3e etappe ·
4e etappe ·
5e etappe ·
6e etappe ·
7e etappe ·
8e etappe ·
9e etappe ·
10e etappe ·
11e etappe ·
12e etappe ·
13e etappe ·
14e etappe ·
15e etappe ·
16e etappe ·
17e etappe ·
18e etappe ·
19e etappe ·
20e etappe ·
21e etappe
Startlijst · Eindstanden · Afbeeldingen